# Чесноков, Фёдор Сергеевич
Фёдор Сергеевич Чесноко́в (28 апреля 1922, Московская область — 7 июля 2004, Москва) — командир звена 367-го бомбардировочного авиационного полка 132-й бомбардировочной авиационной дивизии 4-й воздушной армии Северо-Кавказского фронта, младший лейтенант. Герой Советского Союза.

## Биография
Родился 28 апреля 1922 года в деревне Телятинки ныне Луховицкого района Московской области в крестьянской семье. Член ВКП(б)/КПСС с 1944 года. Окончил 7 классов школы № 95 и школу ФЗУ в Москве. Работал токарем на машиностроительном заводе. Окончил аэроклуб.
В Красной Армии с 1940 года. В 1941 году окончил Кировабадскую военную авиационную школу пилотов. На фронтах Великой Отечественной войны с апреля 1942 года.
Командир звена 367-го бомбардировочного авиационного полка младший лейтенант Фёдор Чесноков к маю 1943 года совершил сто семьдесят один успешный боевой вылет, из них — сто сорок пять ночью, на бомбардировку и разведку объектов в тылу противника, а также его войск. В воздушном бою отважный лётчик бомбардировочной авиации сбил один и уничтожил на земле двадцать один вражеский самолёт.
Указом Президиума Верховного Совета СССР «О присвоении звания Героя Советского Союза начальствующему составу Военно-Воздушных сил Красной Армии» от 24 мая 1943 года за «образцовое выполнение боевых заданий командования на фронте борьбы с немецкими захватчиками и проявленные при этом отвагу и геройство» удостоен звания Героя Советского Союза с вручением ордена Ленина и медали «Золотая Звезда».
С 1944 года — член ВКП(б).
После войны Ф. С. Чесноков продолжал службу в ВВС СССР. В 1947 году он окончил Высшие курсы усовершенствования офицерского состава. С 1959 года полковник Ф. С. Чесноков — в запасе.
Жил в городе-герое Москве. С марта 1960 года — технический инспектор труда Центрального комитета профсоюза рабочих авиационной и оборонной промышленности, с 1977 года — Центрального комитета профсоюза рабочих общего машиностроения. В 1967 году окончил электромеханический техникум.
Скончался 7 июля 2004 года. Похоронен на Ваганьковском кладбище в Москве.
Награждён орденом Ленина, тремя орденами Красного Знамени, орденом Александра Невского, двумя орденами Отечественной войны 1-й степени, орденом Красной Звезды, медалями.
Имя Героя носила пионерская дружина школы в селе Городня Луховицкого района Московской области.